# PSYNDEX
PSYNDEX ist eine vom Leibniz-Institut für Psychologie (ZPID) herausgegebene Fachdatenbank für Psychologie und eng angrenzende Gebiete, die Nachweise zu über 380.000 Dokumenten aus dem deutschen Sprachraum (Deutschland, Österreich, Schweiz) enthält. Da PSYNDEX selbst keine Volltexte beinhaltet, fällt es in die Kategorie einer Referenzdatenbank. Die Nutzung ist auf der eigenen Suchplattform des ZPID (PubPsych) kostenlos, steht aber auch als Abonnementversion bei verschiedenen Datenbankanbietern zur Verfügung, welche an vielen Universitäten im Campusnetz für Mitarbeiter kostenlos genutzt werden kann. Zielgruppen sind Wissenschaftler, Studierende und praktisch Tätige in der Psychologie sowie die interessierte Öffentlichkeit.

## Bestandteile
PSYNDEX besteht aus den beiden Segmenten  „PSYNDEX Lit“ , welches auch Beschreibungen von psychologischen Interventionsprogrammen enthält („PSYNDEX Interventions“), sowie  „PSYNDEX Tests“ .
- Segment PSYNDEX Lit:

Es enthält Nachweise mit Abstracts von psychologischen Publikationen von Autoren aus den deutschsprachigen Ländern. Darüber hinaus werden weitere inhaltliche Informationen zu jedem Nachweis erstellt, so z. B. eine Verschlagwortung anhand eines kontrollierten Vokabulars. Dokumentiert werden seit dem ersten Erscheinen 1977 über 380.000 Zeitschriftenaufsätze, Bücher (Monographien und Herausgeberwerke), Einzelbeiträge aus Herausgeberwerken, Dissertationen und Institutsveröffentlichungen. Davon sind ca. 2.900 Beschreibungen von audiovisuellen Medien (wie  Lehrfilme oder Vortragsaufzeichnungen). (Stand April 2021) Jährliche Neuzugänge im Bereich der Literatur sind ca. 10.000-12.000. Berücksichtigte Fachgebiete sind neben der Psychologie auch angrenzende Disziplinen, sofern die untersuchten Gegenstände relevant für die Psychologie sind, z. B. Medizin, Erziehungswissenschaft, Soziologie, Sportwissenschaft, Linguistik, Betriebswirtschaft, Kommunikationswissenschaft und Kriminologie. Des Weiteren enthält PSYNDEX eine wachsende Anzahl ausführlicher Dokumentbeschreibungen für psychologische Interventionsprogramme und klinische Behandlungsprogramme (Manuale). Darin werden wissenschaftlich fundierte und aktuelle Interventionsprogramme dokumentiert.
- Segment PSYNDEX Tests

Das Datenbanksegment enthält teilweise ausführliche Testbeschreibungen. Ziel des Datenbanksegments PSYNDEX Tests ist es, Informationen über Testverfahren für den Bereich der Testdiagnostik zur Verfügung zu stellen. Dazu werden in den deutschsprachigen Ländern angewandte Tests, Skalen, Fragebögen, Interviewmethoden, Beobachtungsmethoden, apparative Testverfahren, Methoden der computergestützten Diagnostik und andere diagnostische Instrumente aus allen Bereichen der Psychologie und der Pädagogik nach einem standardisierten Raster beschrieben und bewertet. PSYNDEX Tests enthält zurzeit über 8.100 Testnachweise ab dem Erscheinungsjahr 1945 (Stand: April 2021), jährlich kommen in zwei Updates ca. 200 Nachweise hinzu.

## Datenbankanbieter
Neben dem ZPID (als Facette im Psychologie-Suchportal PubPsych), welches den Fokus auf den individuellen Endnutzer legt, ermöglichen auch die nachfolgenden Anbieter den Zugang zu PSYNDEX, allerdings sollen unterschiedlichen Zielgruppen angesprochen werden:
- Ovid Technologies, Zielgruppe: Institute
- EBSCO Publishing, Zielgruppe: Institute
- GBI-Genios, Zielgruppen: Institute, Unternehmen

Ebenso kann PSYNDEX über das medizinische Informationsportal livivo kostenlos recherchiert werden.